# Antonio Leoni
Antonio Leoni (Ittiri, 29 dicembre 1877 – Roma, 19 marzo 1936) è stato un politico, avvocato e magistrato italiano.

## Biografia
Avvocato e magistrato, sedette alla Camera per tre legislature (XXVII, XXVIII, XXIX). Dal 15 febbraio 1930 al 24 gennaio 1935 fu sottosegretario al Ministero dei lavori pubblici del governo Mussolini.